# Platypalpus alamaculatus
Platypalpus alamaculatus är en tvåvingeart som beskrevs av Yang och Merz 2005. Platypalpus alamaculatus ingår i släktet Platypalpus och familjen puckeldansflugor. Inga underarter finns listade i Catalogue of Life.